# Franz Eduard von Scott
Jakob Franz Eduard von Scott, eigentlich James Francis Edward Scott (* 4. Juli 1730 in Auchtydonald bei Aberdeen in Schottland; † 29. Mai 1803 in Spandau), war ein aus Schottland stammender preußischer Generalmajor und Kommandant der Zitadelle Spandau.

## Leben

### Herkunft
Er stammte aus dem schottischen Clan Scott und war ein Sohn von Willian Scott, Laird of Auchtydonald in Aberdeenshire, und dessen Ehefrau Helena, geborene Rankin. Er war direkter Nachkommen von Walter Scott of Harden († 1629).

### Militärkarriere
Nach den Wirren des Jakobitenaufstands von 1745 ging Scott 1747 zunächst als Freiwilliger zur britischen Marine. Im Jahr 1749 wechselte er in preußische Dienste und kam als Gefreitenkorporal in das Infanterieregiment „Prinz von Preußen“. Dort wurde er am 25. Mai 1752 Fähnrich und am 26. Dezember 1756 Sekondeleutnant. Während des Siebenjährigen Krieges avancierte Scott bis 18. April 1764 zum Kapitän und Kompaniechef.
Er kämpfte im Bayerischen Erbfolgekrieg und erhielt am 4. Juni 1779 den Orden Pour le Mérite für das Gefecht bei Neustadt in Oberschlesien. Am 5. August 1779 wurde er zum Major befördert, am 5. August 1781 Bataillonskommandeur und am 27. Mai 1788 Kommandant von Spandau, was ihm ein Gehalt von 1000 Talern einbrachte. Am 25. Juni 1789 erhielt er die Beförderung zum Oberstleutnant, am 2. Juni 1791 zum Oberst und am 1. Februar 1796 zum Generalmajor.
Nach seinem Tod wurde Scott am 31. Mai 1803 auf dem Garnisonsfriedhof in Spandau beigesetzt.

### Familie
Er war mit Dorothea Luise Reichner (* 1752; † 30. Januar 1820), verwitwete Däse, verheiratet.